# Spikmatta (polis)

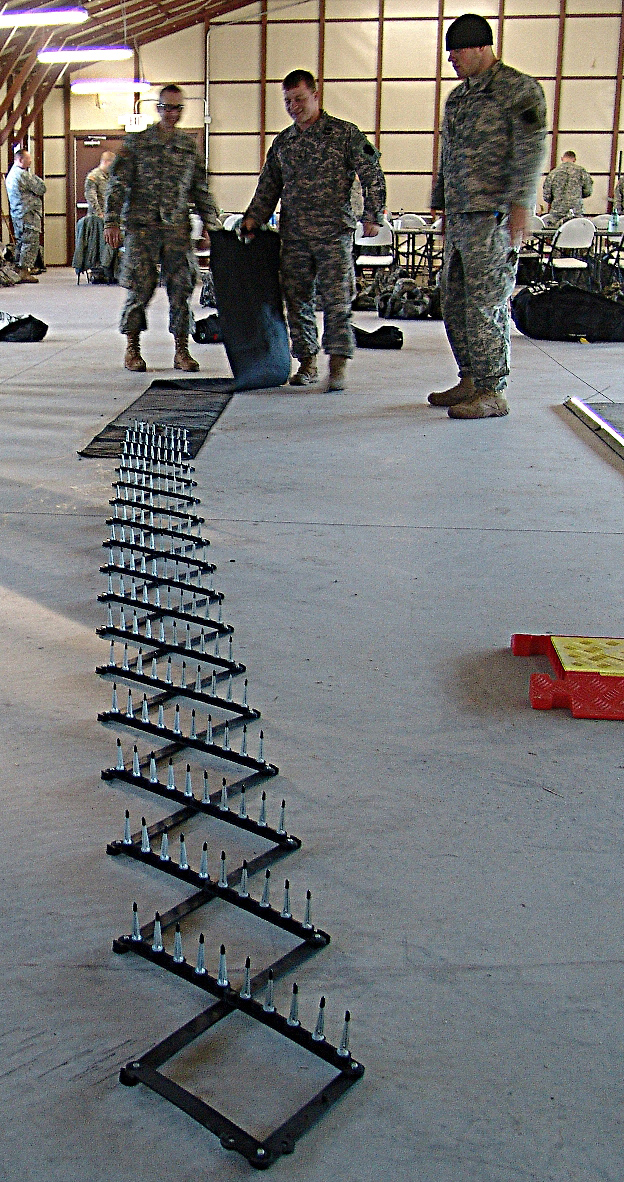
En spikmatta som polisiärt hjälpmedel.

Spikmatta är ett polisiärt hjälpmedel för att tvinga fordon att stanna. Spikmattan placeras tvärs över körbanan. De så kallade spikarna består då av ihåliga ventiler som rycks loss och fastnar i däcken så att dessa töms på luft. Fordonet, men framförallt hjulen, riskerar att gå sönder om de rullar oskyddade utan däckens skyddande funktion.

## Användning i olika länder

### Sverige
I Sverige inleddes försök med spikmattor i början av 1940-talet och 1953 beslöt man att en schweizisk konstruktion skulle införas som standard Mattan var 4,2 meter lång och tillverkades av 7 centimeter bred sadelgjord i vilken spikarna fästs. Det tog cirka 15 sekunder för ett däck att tömmas och i regel fastnade fyra spikar per däck. Fram till 1960 hade ännu inte den dåvarande konstruktionen av spikmatta använts i skarpt läge. Numera[när?] ingår moderna spikmattor i polisens utrustning och används ibland vid utryckning. Spikmattorna som används i Sverige (publicerat 2017) ger pyspunka och ska inte resultera i att fordonet får sladd. Det är vakthavande befäl som fattar beslut om en spikmatta ska användas, och det finns föreskrifter vid användning.

### USA
Nighthawk är en form av spikmatta som används i USA sedan mitten av 2010-talet och är världens första av sitt slag. Den är placerad i en fjärrstyrd väska som ställs vid vägkanten och aktiveras med en fjärrkontroll när fordonet närmar sig. På så vis minskar risken för att den jagade föraren ska upptäcka spikmattan i tid och hinna väja. Poliserna kan även hålla längre avstånd och slipper utsätta sig för risken att bli påkörda. Spikmattan kan dessutom dras tillbaka igen med hjälp av fjärrkontrollen, vilket gör det möjligt för jagande fordon att fortsätta köra utan att själva fastna i spikmattan. Spikarna i spikmattan ska även vara mer effektiva mot så kallade punkteringsfria runflat-däck.